# Parandrinae
Parandrinae es una subfamilia de coleópteros dentro de la familia Cerambycidae.

## Tribus
Tiene las siguientes tribus:
- Parandrini - Erichsoniini

## Géneros
Los siguientes géneros pertenecen a la subfamilia Parandrinae:
- Acutandra
- Birandra
- Erichsonia
- Neandra
- Parandra